# Samhorodok (obwód winnicki)
Samhorodok (ukr. Самгородок, pol. hist. Samhorodek) – wieś na Ukrainie, w obwodzie winnickim, w rejonie koziatyńskim, nad Desną. W 2001 roku liczyła 2085 mieszkańców.

## Historia
W 1627 roku było to prywatne miasto szlacheckie należące do kasztelana krakowskiego Jerzego Zbaraskiego.
W marcu 1919 r. w mieście w pogromie dokonanym przez wojska ukraińskie zostały zamordowane cztery rodziny żydowskie.
Podczas okupacji hitlerowskiej, 16 maja 1942 roku Niemcy utworzyli getto dla żydowskich mieszkańców. Przebywało w nim około 700 osób. 4 lipca 1942 roku Niemcy zlikwidowali getto, a Żydów zamordowali w okolicy miasta. Sprawcami zbrodni były oddziały niemieckie, węgierskie oraz ukraińska policja.

## Dwór
Około 1870 roku Józef Rehbinder wzniósł w miejscowości dwór na miejscu starego dworu w stylu pałacu.